# Citroën C4 Cactus
Citroën C4 Cactus — компактний автомобіль марки Citroën, що представлений 5 лютого 2014 року, до ювілею Андре Сітроена, серійний випуск моделі почався в червні 2014 року.

## Опис

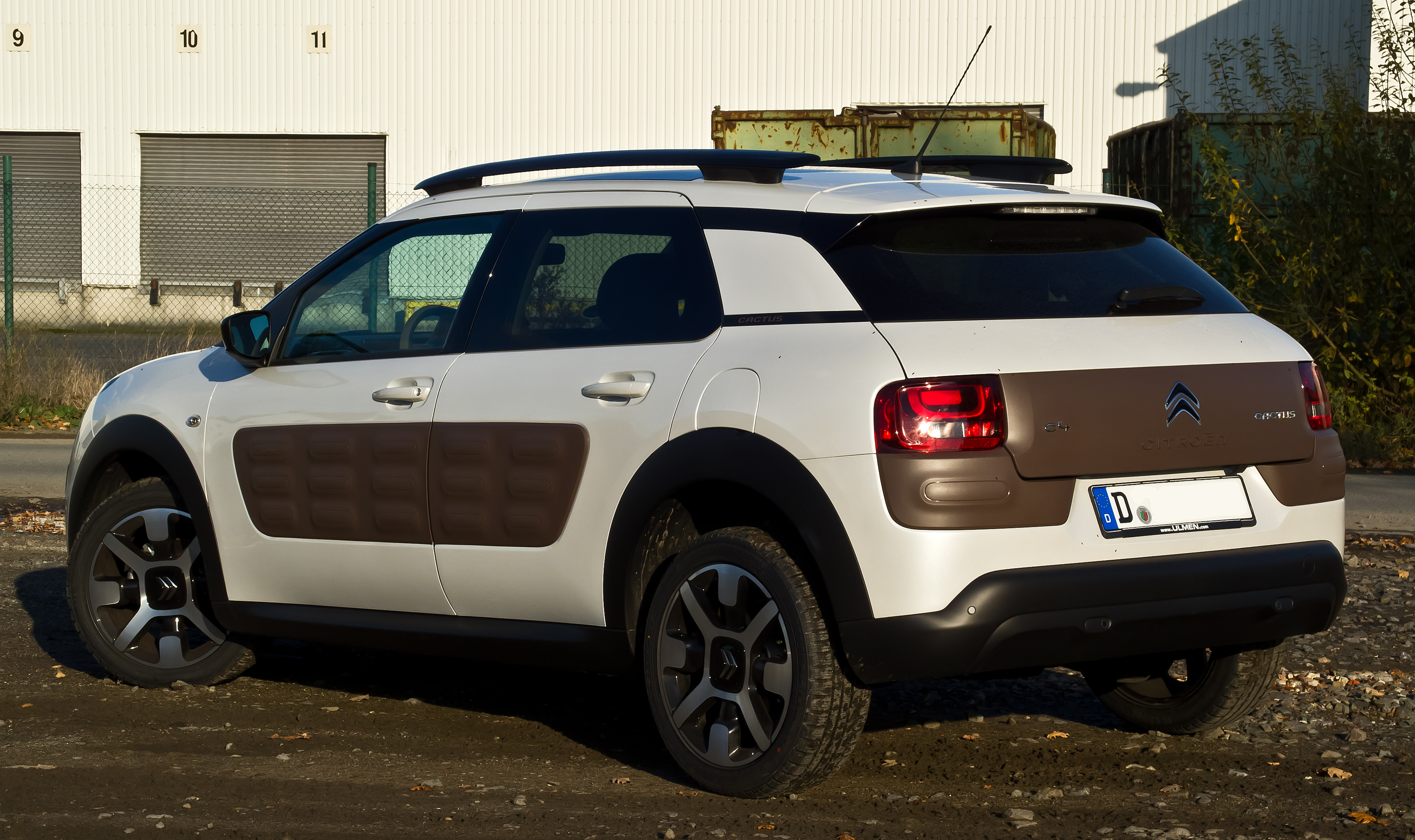
Citroën C4 Cactus BlueHDi 100 Shine Edition

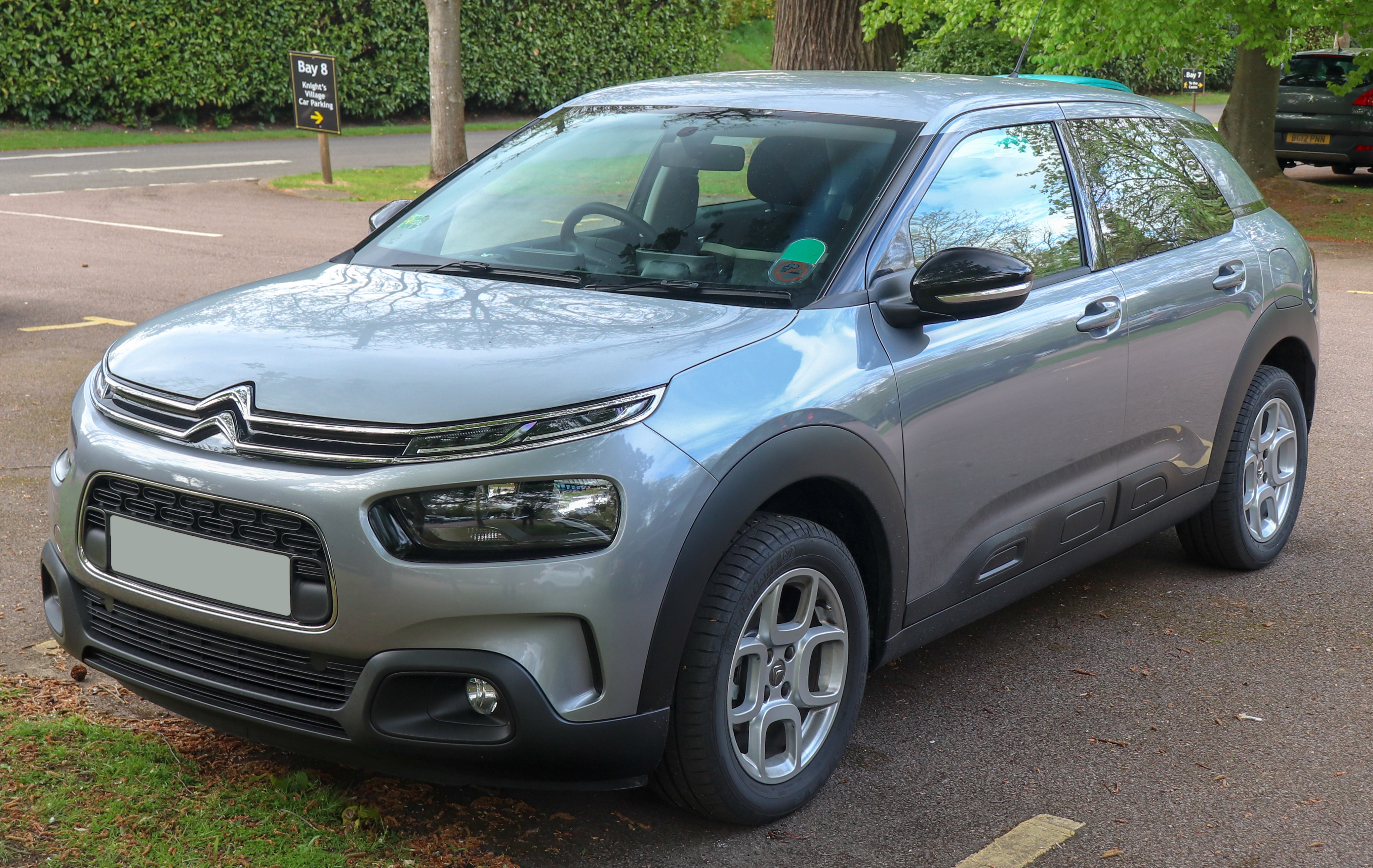
Citroën C4 Cactus (з 2018)

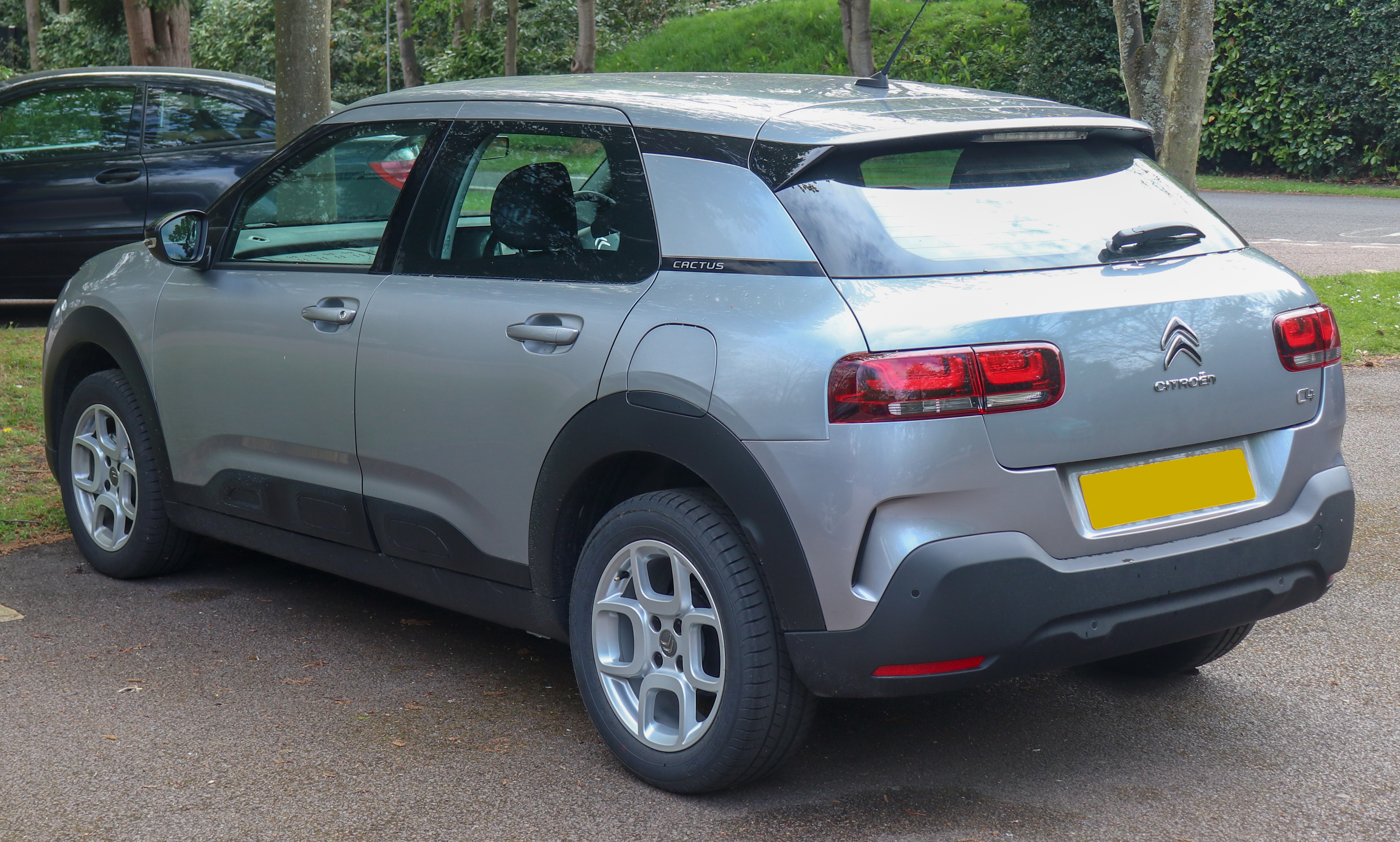
Citroën C4 Cactus (з 2018)

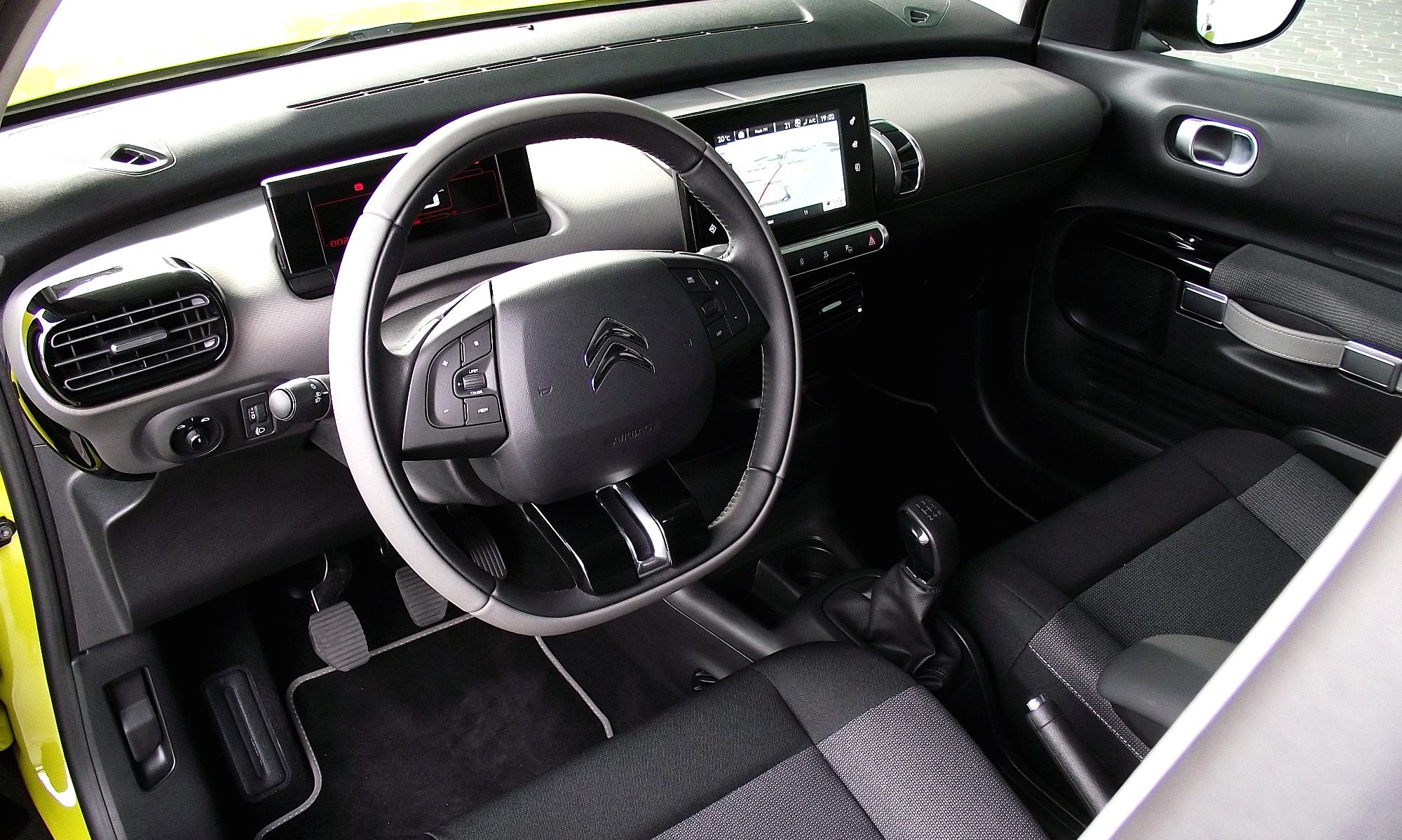
Салон Citroën C4 Cactus

Спочатку автомобіль отримав 1,2-літровий трьохциліндровий бензиновий двигун потужністю 82 к.с. і 1,6-літровий чотирьохциліндровий дизельний двигун потужністю 92 к.с.
Це перший автомобіль, що використовуває гібридну технологію Air зі зниженим споживанням пального приблизно на 30%. Він містить насос і гідравлічний акумулятор. C4 Cactus збудований на платформі 1 (Citroën C3, Citroën C-Elysée та ін.). Авто виготовляється на заводі PSA в Мадриді.
У стандартній комплектації Citroen C4 Cactus оснащується: ABS, EBD, AFU, ASR, ESP, двигуном з системою «стоп-старт», бічними подушками безпеки для водія і переднього пасажира, іммобілайзером, датчиками тиску у шинах, шторками безпеки, електропідсилювачем керма, кондиціонером, клімат-контролем, передніми сидіннями з підігрівом і круїз-контролем з обмежувачем швидкості. Для Citroen C4 Cactus є кілька опціональних пакетів. Пакет «Feel» включає у себе: кондиціонер, 7-дюймовий сенсорний екран (з функціями плеєра, клімат-контролю і бортового комп'ютера), круїз-контроль, ESP, Hill-Assist і LED-ходові вогні. Пакет «Shine» доповнений: навігацією, клімат-контролем, камерою заднього виду і парктроніком, датчиками дощу і світла, а також легкосплавними дисками. 
Багажник розрахований на 348 літрів.

### Фаза 2 (2018—2020)
26 жовтня 2017 року представили друге покоління моделі, для виходу на ринок у першому кварталі 2018 року.
Зі спорідненим за ім'ям Citroën C4, який повинен був зникнути з каталогу на початку 2018 року, Citroën вирішив надати нового дизайну своєму хетчбек-кросоверу Cactus, щоб надати йому лінії, дещо натякаючі на седан, щоб він міг замінити C4 до приходу третього покоління в 2021 році, незважаючи на його менші розміри, т.я. він засновиний на базі платформи Citroën C3. Він також повинен був залишити простір для Citroën C3 Aircross на ринку позашляховиків, де він раніше виконував роль першого кросовера бренду. Таким чином, Citroën дав C4 Cactus новий старт щоб збільшити свої продажі, з моделлю, яка щосили намагається пробитися на ринок своїм незвичайним виглядом.
Airbumps на боках стали більш непомітними, зменшиними в розмірах і їх розміщують в нижній частині дверей. Передня частина повністю перероблена, решітка радіатора набула стилю тогочасних моделей бренду, C3 Aircross, Citroën C3 і C4 Picasso. У задній частині назва «Cactus» зникає, але її розміщують на задній стійці з обох боків на рівні задніх вікон, нові ліхтарі з 3D-ефектом, як у C3 і C3 Aircross. C4 Cactus оснащений новими прогресивними гідравлічними амортизаторами тяги (PCF), які вже використовуються на Citroën C5 Aircross у Китаї.
Зовні багажники на даху вже стали не стандартні, а опціональні, в інтер'єрі версій з роботизованою коробкою передач, передні сидіння втрачають стиль багатомісного сидіння, стають розділені.
У жовтні 2020 року продаж і виробництво С4 Cactus в Європі припиняється. На складальних лініях заводу Villaverde в Мадриді він був замінений на C4 III.
Влітку 2018 року Citroën розпочав виробництво місцевої версії, що наближається до європейської фази 2, на заводі в Порто-Реалі в Бразилії. Слід зазначити, що бренд у минулому імпортував C4 Cactus фаза 1 з Європи до Латинської Америки.

## Двигуни
| Модель       | Об'єм см³ | Циліндри/ Клапани | Потужність кВт (к.с.) при об/хв | Крутний момент Нм при об/хв |           |           |           |
| Бензинові    | Бензинові | Бензинові         | Бензинові                       | Бензинові                   | Бензинові | Бензинові | Бензинові |
| ------------ | --------- | ----------------- | ------------------------------- | --------------------------- | --------- | --------- | --------- |
| PureTech 75  | 1199      | 3/12              | 55 (75) / 5750                  | 118 / 2750                  |           |           |           |
| PureTech 82  | 1199      | 3/12              | 60 (82) / 5750                  | 118 / 2750                  |           |           |           |
| PureTech 110 | 1199      | 3/12              | 81 (110) / 5500                 | 250 / 1500                  |           |           |           |
| Дизельні     |           |                   |                                 |                             |           |           |           |
| BlueHDi 100  | 1560      | 4/16              | 73 (99) / 3750                  | 254 / 1750                  |           |           |           |
| е-HDi 92     | 1560      | 4/16              | 68 (92) / 4000                  | 230 / 1750                  |           |           |           |
| BlueHDi 120  | 1560      | 4/16              | (120) / 3750                    | 300 / 1750                  |           |           |           |

## Концепт-кари
Перед тим вже були представлені два концепт-кари: Citroën C-Cactus представлений на Франкфуртському автосалоні 2007 року і Citroën Cactus представлений на Франкфуртському автосалоні 2013 року, який э праобразом серійного C4 Cactus.

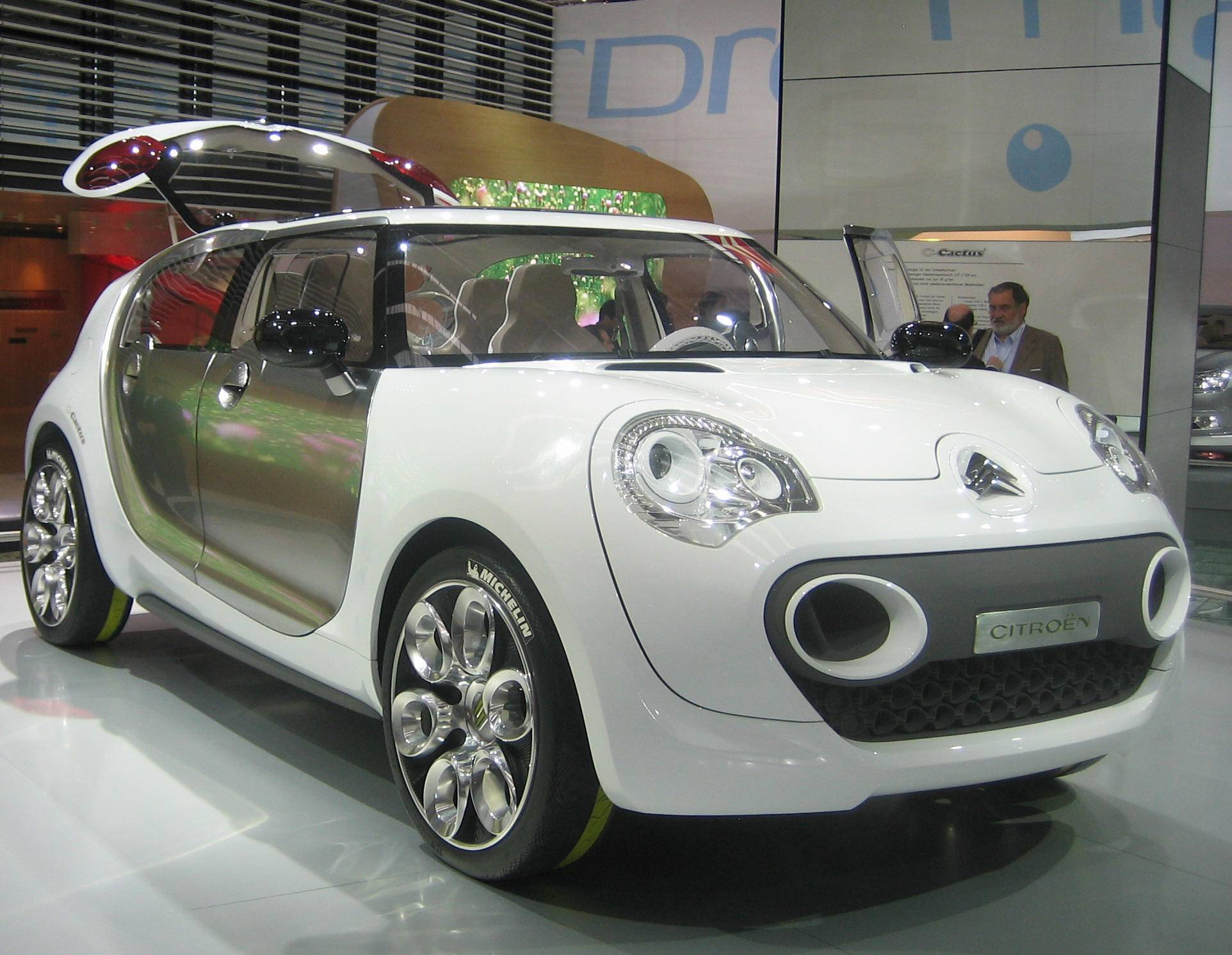
Концепт-кар Citroën C-Cactus 2007
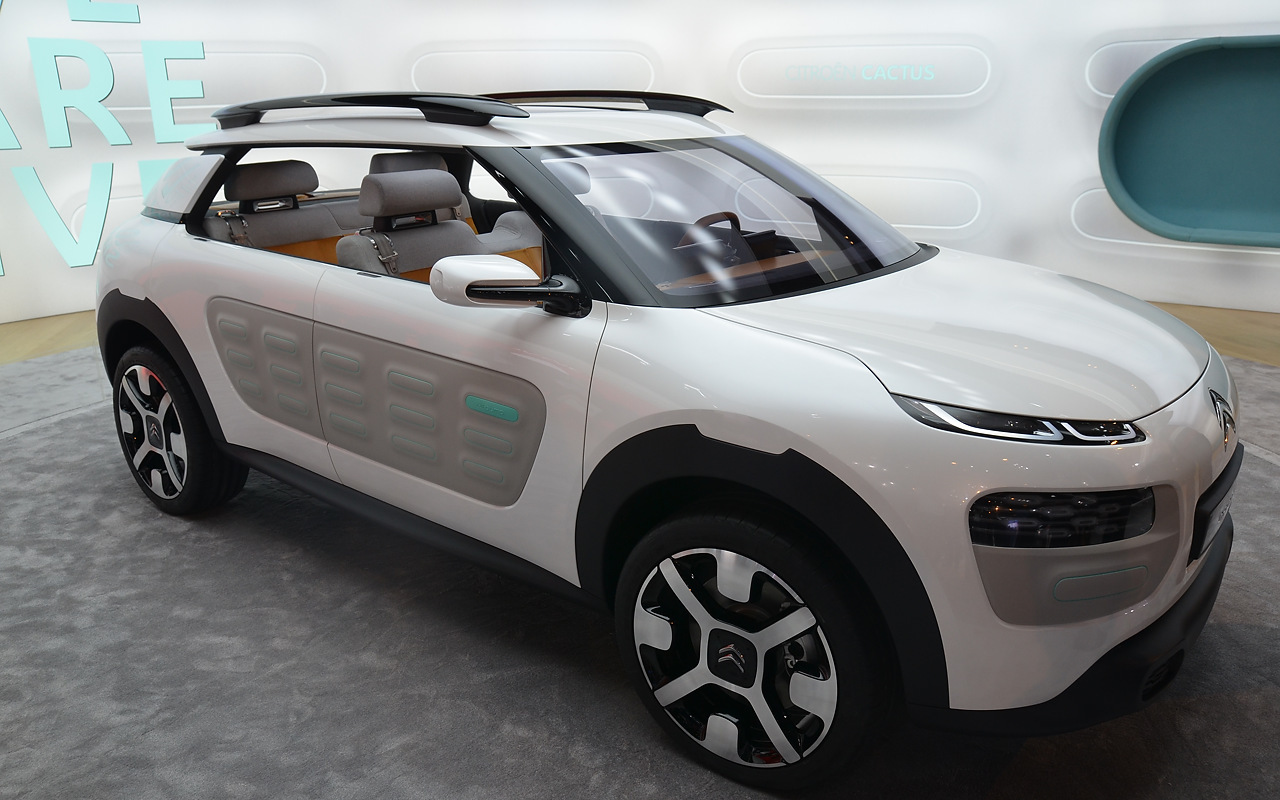
Концепт-кар Citroën Cactus 2013
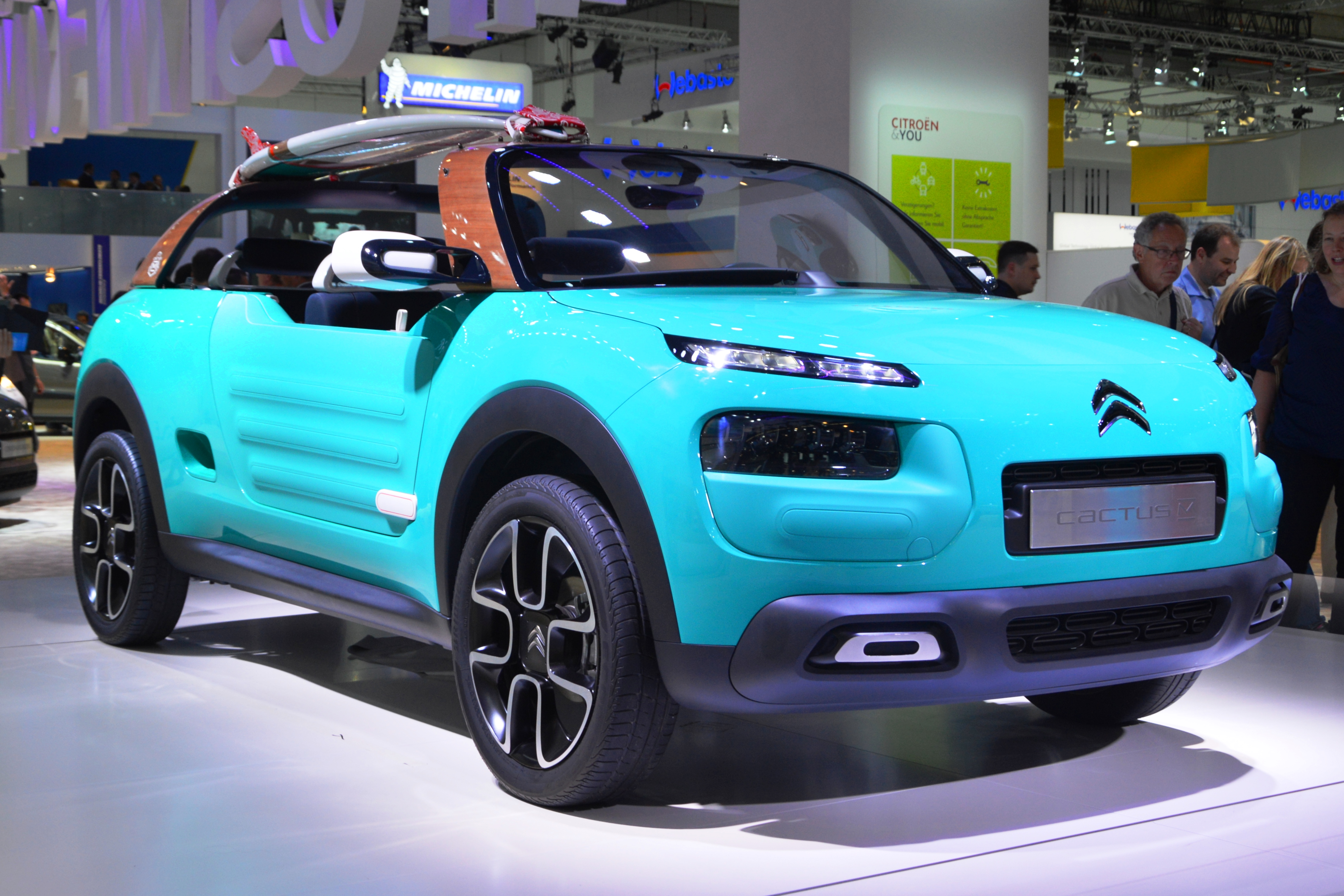
Концепт-кар Citroën Cactus M 2015